# Charles Thomas Longley
Charles Thomas Longley (28 de julio de 1794 - 27 de octubre de 1868) fue un obispo de la Iglesia de Inglaterra. Sirvió como obispo de Ripon, obispo de Durham, arzobispo de York y arzobispo de Canterbury desde 1862 hasta su muerte.

## Biografía
Nació en Rochester y fue el quinto hijo de John Longley. Estudió en Westminster School y la Universidad de Oxford. Se ordenó en 1818 y fue nombrado vicario de Cowley, Oxford, en 1823. En 1827, recibió la rectoría de West Tytherley, Hampshire, y dos años más tarde fue elegido director de Harrow School. Ocupó este cargo hasta 1836, cuando fue nombrado obispo de la nueva sede de Ripon. En 1856 se convirtió en obispo de Durham y en 1860 se convirtió en arzobispo de York.
En 1862, sucedió a John Bird Sumner como arzobispo de Canterbury. Poco después se le remitieron los asuntos relacionadas con la deposición del obispo John William Colenso, pero, aunque Longley consideraba heréticas las opiniones de Colenso y su deposición justificada, se negó a pronunciarse debido a las dificultades jurídicas del caso. El evento principal de su primacía fue la reunión en Lambeth en 1867, de la primera Conferencia Pananglicana de obispos británicos, coloniales y extranjeros. Sus obras publicadas incluyen numerosos sermones y conferencias. Murió en Addington Park, cerca de Croydon. Su cuerpo fue enterrado en la Iglesia de Santa María la Santísima Virgen en Addington.